# Sabalgarh
Sabalgarh ist eine Stadt im indischen Bundesstaat Madhya Pradesh.
Die Stadt ist Teil des Distrikts Morena. Sabalgarh hat den Status eines Municipal Councils. Die Stadt ist in 18 Wards gegliedert. Sie hatte am Stichtag der Volkszählung 2011 40.333 Einwohner, von denen 21.567 Männer und 18.766 Frauen waren. Hindus bilden mit einem Anteil von über 90 % die Mehrheit der Bevölkerung in der Stadt. Die Alphabetisierungsrate lag 2011 bei 78,7 % und damit leicht über dem nationalen Durchschnitt.
In der Stadt befindet sich das Fort von Sabalgarh, welches im 16. Jahrhundert errichtet wurde.